# Peter Ustinov
Sir Peter Alexander Ustinov (London, 1921. április 16. – Genolier, Vaud kanton, Svájc, 2004. március 28.) kétszeres Oscar-, Golden Globe- és háromszoros Primetime Emmy-díjas angol színész, producer, rendező, regényíró és színpadi szerző. Ustinov több könyvet, színdarabot, forgatókönyvet írt, rendezett filmeket, színdarabokat és operákat. Több díjat nyert, köztük Nagy-britanniai Írók Szövetségének díját. Szívesen látott vendég volt számos műsorban és kedvelt volt műsorvezetőként is.
„Az öröklött vélemény – vagyis az előítélet – magának a véleménynek a tagadása. Azok számára van fenntartva, akik képtelenek vagy nem hajlandók élvezni az ész nagy elsőszülöttségi jogának előnyeit. Az előítélet azoké, akik túl gyávák, mégis túl energikusak, s bármire képesek, de csak másokkal együttesen. Egy közönséges futballmeccs lármája megadja nekik azt a bátorságot, aminek egyedül híjával vannak. Az ő fizikai erőfitogtatásuk oly fenyegető, amilyenek céljaik: csüggesztő és üres.”

## Élete
Peter Ustinov egy nemzetközi családból származik: édesanyja (Nadjeschda Leontievna Benois) orosz származású francia jelmeztervező, nagyapja anyai ágon Louis Benois, építész. Édesapja Jona Baron von Ustinov orosz származású német állampolgár, a londoni német nagykövetség sajtóattaséja, valamint a második világháború után (a Ribbentroppal való szakítás után) angol kém. Dédapja svájci misszionárius, felesége Susan Bell, aki pedig a Tewodros dinasztiához tartozott. Ustinov állítása szerint: „Szentpéterváron fogant, Londonban született és Schwäbisch Gmündben keresztelték.
„Angliában születtem, de egyetlen csepp angol vér sem csörgedezik az ereimben. Azt szoktam mondani, hogy egész életemet száműzetésben töltöttem, ám büszke vagyok vegyes származásomra, ami orosz, francia, német, sőt más nemzetiségeket is magában foglal.” (Ezzel függ össze nyelvtudása is: otthon tanult meg angolul, oroszul, németül és franciául, később sajátította el a spanyolt és az olaszt, de tudott valamennyit törökül és újgörögül is.)
Ustinov a londoni Westminster elit iskolába járt, ám 16 évesen otthagyta a patinás intézményt, s szerencsét próbált a brit főváros színházi köreiben. A London Theatre Studióban színésznek tanult; 17 évesen kapta első színpadi szerepét. 1939-ben állította színpadra első saját darabját, The Bishop of Limpopoland címmel. 1940-ben kapta első kis filmszerepét, majd 1942-ben egy jelentősebbet a The Goose Steps Out-ban. A második világháborúban közlegényként a szintén színész David Niven keze alatt szolgált. A két férfi életre szóló barátságot kötött a katonaság során. Első filmrendezése a School for Secrets (1946).
1940 és 1950 között Isolde Denham színésznővel élt házasságban. Ebből a házasságból származik lánya, Tamara, aki szintén színésznő. 1954-ben a kanadai színésznővel, Suzanne Cloutier-vel kötött házasságot, három gyerekük van: Pavla, Igor és Andrea. Válásuk után Hélène du Lau d'Allemans írónőt vette feleségül, akivel haláláig a Genfi-tó partján lévő Bursinsban élt.

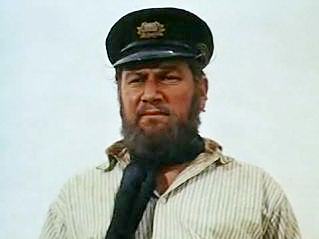
Peter Ustinov a The Sundowners című filmben

Karakterszerepeivel (Quo vadis, Nem vagyunk angyalok és Spartacus) vált híressé. Sikeresek voltak a megfilmesített Agatha Christie művek is, ahol Ustinov a belga mesterdetektív, Hercule Poirot szerepét játszotta. Utolsó szerepe a Luther című német-amerikai filmben Bölcs Frigyes alakítása volt (2003-ban került a filmvászonra). Íróként, illetve forgatókönyvíróként is megmutatta kreativitását: 9 forgatókönyvet, 11 regényt és elbeszélő kötetet, és több mint 20 színházi darabot írt. Nagy komolyzene kedvelőként Solti György bátorítására operát is rendezett Berlinben, Salzburgban, Londonban, Párizsban és Moszkvában.
1960-ban a Stanley Kubrick rendezte Spartacus című filmben alakított szerepéért, majd 1964-ben a Topkapi filmvígjátékban nyújtott teljesítményéért Oscar-díjat kapott. 1968-ban Ira Wallach-kal együtt a legjobb író, a legjobb történet és a legjobb eredeti forgatókönyv összevont díjára jelölték a Hot Millions-ért. Berlinben életmű-díjat kapott 1972-ben. Ustinov rendezései közül kiemelkedik a Romain Gary regénye nyomán készült Lady L., Sophia Loren főszereplésével. Több Mozart-operaelőadást is rendezett. Számos színdarabja közül a legnevezetesebbek az egyaránt 1967-ben bemutatott Félúton a fán, valamint az Ismeretlen katona és felesége voltak. Több novelláskötetet is kiadott, és megírta önéletrajzát, könyvet írt a Gorbacsov-éráról Az én Oroszországom címmel, amelyben nagy szerelmének Oroszországnak adózik (hatrészes dokumentumfilmet is készített az országról a BBC-nek).
Az ’50-es évek elején a világföderalisták közé lépett és 1991-töl haláláig a Világföderalista Mozgalom (World Federalist Movement) elnökének tisztét töltötte be. Politikai kérdésekben is nyilvánosságra hozta véleményét: legutoljára aktív résztvevője volt a németországi Ramsteinban szervezett békemozgalmi, tiltakozó menetnek (húsvéti menet) a nukleáris robbanó fejeket tároló amerikai támaszpont ellen.
2004. március 28-án szívelégtelenség következtében elhunyt. Végső nyughelyét a svájci Vaud kantonban található Bursins temetőjében találta meg. Sírtábláján a következő felirat olvasható:
« SIR PETER USTINOV
1921-2004
Writer-Actor-Humanist

Musicien-Membre de l'Institut »

## Társadalmi szerepvállalása
Jelentősek emberbaráti cselekedetei a UNICEF jószolgálati nagyköveteként (1968 óta). Munkája felbecsülhetetlen értékű segítség a segélyalap növelése, és a média közvetítette események terén. Számos jótékonysági gálát szervezett és vezetett a szervezet javára. Interjúk százaiban emelt szót azért, hogy a világ ne fegyverekre, hanem az éhező, beteg gyerekekre fordítsa anyagi forrásait. Egyik legfontosabb célkitűzése az életben, annak elősegítése, hogy a művészet útján találkozzanak az emberek, felépüljön a barátság hídja nyugat és kelet, észak és dél között. 1993-ban megkapta a Unicef Kiváló Szolgálatért Érmét. 1999-ben saját alapítványokat hozott létre gyerekek és fiatalok megsegítésére.
Ustinov 2002-ben egy UNICEF-misszió keretében Berlinben látogatta meg az első United Buddy Bears-kiállítást. Egy évre rá védnökként nyitotta meg a második kiállítást, ugyancsak Berlinben. A kiállítás ekkor indult el világkörüli útjára, és időközben már mindegyik kontinensen látható volt.
„Bár a társadalomban, tapasztalatom szerint, a gyerekek ritkán hallatják hangjukat, mindig számíthatnak azok támogatására, akik szívükön viselik a világ sorsának jobbra fordítását” – mondta Peter Ustinov. „Ők az UNICEF igazi szövetségesei.”
1968 és 1974 között a skót Dundee Egyetem rektoraként tevékenykedett. 1992-től haláláig az angliai Durham egyetem kancellárja volt. Több világszerte elismert intézmény és egyetem tiszteletbeli doktori címmel ajándékozta meg. 1990-ben II. Erzsébet brit királynő lovaggá ütötte Ustinovot, aki sohasem vallotta magát angolnak.
„Békefenntartó” tevékenysége mellett utolsó éveiben sokat foglalkozott az előítéletekkel. Létrehozta a Sir Peter Ustinov Intézményt az előítéletek kutatására és legyőzésére. Kezdeményezésére más európai városokban is, mint Budapesten és Durhamban erre a kutatási területre specializálódott egyetemek alakultak, amelyek a nevét viselik és ahol számos előadást tartott. Budapesten a Műegyetemmel közösen hozott létre előítélet-kutató központot.

## Filmjei
mint színész
- 1940: Hullo, Fame!
- 1940: My Crimes
- 1941: One of Our Aircraft Is Missing
- 1942: Let the People Sing
- 1942: Mr. Potts kémkedik (The Goose Steps Out); Herr Krauss
- 1944: The Way Ahead; Rispoli
- 1945: The True Glory; dokumentumfilm, név nélkül
- 1950: Odette; Raboniwitz őrmester
- 1951: Hotel Sahara; Emad
- 1951: Varázsdoboz (The Magic Box); iparvállalkozó
- 1951: Quo vadis; Néró
- 1952: Az élet örömei (Le plaisier); narrátor (angol nyelvű)
- 1954: A kéményseprő és a pásztorlányka (La bergère et le ramoneur); Wonderbird hangja
- 1954: Szinuhe (The Egyptian); Kaptah
- 1954: Brummel kapitány (Brummell kapitány); a walesi herceg
- 1954: Nem vagyunk angyalok(We’re No Angels); Jules
- 1955: Lola Montez; porondmester
- 1956: I Girovaghi; Don Alfonso Pugliesi
- 1956: Les espions; Michel Kaminsky
- 1957: Egy angyal szállt le Brooklynban (Un angelo è sceso a Brooklyn); Mr. Bossi
- 1960: Spartacus; Batiatus
- 1960: Csavargók (The Sundowners); Rupert Venneker
- 1961: Romanoff and Juliet; tábornok
- 1962: Billy Budd; Edwin Fairfax-Vere tengerészkapitány
- 1964: A Topkapi kincse (Topkapi); Arthur Simon Simpson
- 1965: John Goldfarb, Please Come Home!; Al-Fawz király
- 1965: Lady L.; Ottó bajor herceg
- 1967: Szerepjátszók (The Comedians); Manual Pineda nagykövet
- 1968: Feketeszakáll szelleme (Blackbeard’s Ghost); Feketeszakáll
- 1968: Forró milliók (Hot Millions); Marcus Pendleton / Caesar Smith
- 1969: Viva Max! (Viva Max); Maximilian Rodrigues De Santos tábornok
- 1972: Hammersmith is out; doktor
- 1973: Robin Hood (rajzfilm); János herceg / Oroszlánszívű Richárd (hang)
- 1975: Ellopták a dinoszauruszt ( One of Our Dinosaurs Is Missing);  Hnup Wan
- 1976: Logan futása (Logan’s Run); az öregember
- 1976: Matecumbe kincse (Treasure of Matecumbe); Dr. Snodgrass
- 1976: Nem olyan, mint a többi este (Kein Abend wie jeder andere); tévéfilm; régiségkereskedő
- 1977: A názáreti Jézus (Jesus of Nazareth) tévésorozat; Heródes király
- 1977: Lila taxi (Un taxi mauve); Taubelmann
- 1977: Zűrzafír, avagy hajsza a kék tapírért (The Last Remake of Beau Geste); Markov
- 1977: Kettős gyilkosság (Doppio delitto); Harry Hellman
- 1978: Halál a Níluson (Death on the Nile); Hercule Poirot
- 1978: A bagdadi tolvaj (The Thief of Baghdad); a kalifa
- 1979: Ashanti; Szulejmán
- 1979: Tarka the Otter; természetfilm; narrátor (angol nyelven)
- 1979: Nous maigrirons ensemble; Victor Lasnier
- 1980: Elátkozottak városa (Strumpet City); tévé-minisorozat; VII. Eduárd király
- 1981: Charlie Chan és a sárkánykirálynő átka (Charlie Chan and the Curse of the Dragon Queen); Charlie Chan
- 1981: Nagy Muppet rajcsúrozás (The Great Muppet Caper); kamionsofőr
- 1981: A Mikulás nyomában (The Search for Santa Claus); nagypapa
- 1982: Nyaraló gyilkosok (Evil Under the Sun); tévéfilm; Hercule Poirot
- 1982: Hihetetlen barátok (Imaginary Friends); tévéfilm; Philip Lester
- 1984: Memed My Hawk; Abdi Aga
- 1985: Vacsora tizenhármasban (Thirteen at Dinner); tévéfilm; Hercule Poirot
- 1986: Gloriett a hullának (Dead Man’s Folly); tévéfilm; Hercule Poirot
- 1986: Gyilkosság három felvonásban (Murder in Three Acts); tévéfilm; Hercule Poirot
- 1988: Randevú a halállal (Appointment with Death); tévéfilm; Hercule Poirot
- 1988: Beethovens Zehnte; tévéfilm; Ludwig van Beethoven
- 1989: 80 nap alatt a föld körül I.
- 1989: A francia forradalom (La Révolution française) I-II.; Mirabeau
- 1990: Kutyaparadicsom (C’era un castello con 40 cani); Muggione állatorvos
- 1992: Lorenzo olaja (Lorenzo′s Oil); Nikolais professzor
- 1995: Ódon ritkaságok boltja (The Old Curiosity Shop); tévéfilm; nagypapa
- 1995: A főnix és a varázsszőnyeg (The Phoenix and the Magic Carpet); nagypapa / főnix hangja
- 1997: Ó, azok az angolok! (Stiff Upper Lips); Horace
- 1999: Alice Csodaországban (Alice in Wonderland); rozmár
- 1999: Állatfarm (Animal Farm); animációs tévéfilm; Öreg Őrnagy hangja
- 1999: Oltári vőlegény (The Bachelor); James Shannon dédpapa
- 2000: Deutschlandspiel; Igor F. Makszimicsev szovjet diplomata
- 2001: Viktória és Albert (Victoria & Albert); tévé-minisorozat; IV. Vilmos angol király
- 2002: A salemi boszorkányper ( ); tévéfilm; William Stoughton bíró
- 2003: Luther;  Bölcs Frigyes
- 2003: Téli napforduló (Winter Solstice); tévéfilm; Hughie McLellan
- 2003: Álom és szerelem (Rosamunde Pilcher); tévésorozat; Hughie Mc Lellan

mint rendező
- 1946: School for Secrets
- 1948: Vice Versa
- 1949: Private Angelo
- 1961: Romanoff and Juliet
- 1961: Billy Budd
- 1965: Lady L.
- 1972: Hammersmith is out
- 1984: Memed, My Hawk

mint forgatókönyvíró
- 1944: The Way Ahead
- 1946: School for Secrets
- 1948: Vice Versa
- 1949: Private Angelo
- 1961: Romanoff and Juliet
- 1961: Billy Budd
- 1965: Lady L.
- 1968: Forró milliók (Hot Millions)
- 1984: Memed, My Hawk

mint producer
- 1946: School for Secrets
- 1961: Romanoff and Juliet
- 1961: Billy Budd

## Színházi közreműködése
mint szerző
- 1942 House of Regrets
- 1943 Blow Your Own Trumpet
- 1944 The Banbury Nose
- 1945 The Tragedy of Good Intentions
- 1948 The Indifferent Sheperd
- 1948 Frenzy
- 1949 The Man in the Raincoat
- 1951 The Love of The Four Colonels
- 1951 The Moment of Truth
- 1952 High Balcony
- 1953 No Sign of the Dove
- 1956 Romanoff and Juliet
- 1956 The Empty Chair
- 1958 Paris not so Gay
- 1962 Photo Finish
- 1964 The Life in My Hands
- 1967 Halfway Up the Tree
- 1967 The Unknown Soldier and His Wife
- 1974 Who’s who in Hell
- 1981 Overheard
- 1983 Beethoven's Tenth

mint szereplő
- 1938 The Wood Demon
- 1938 Mariana Pineda
- 1939 Bishop of Limpopoland and Madame Liselotte Beethooven-Fink
- 1939 White Cargo
- 1939 Rookery Nook
- 1939 French Without Tears
- 1939 Goodness How Sad
- 1939 Pygmalion
- 1940 First Night
- 1940 Swinging the Gate (kabaré)
- 1940 Fishing for Shadows
- 1940 Diversion (kabaré)
- 1941 Diversion No. 2 (kabaré)
- 1944 The Rivals
- 1946 Crime and Punishment
- 1948 Frenzy
- 1949 Love in Albania
- 1951/1952 The Love of The Four Colonels
- 1956/1957 Romanoff and Juliet
- 1962/1963 Photo Finish
- 1968 The Unknown Soldier and His Wife
- 1974 Who’s who in Hell
- 1979/1980 King Lear
- 1983/1984/1987/1988/1995 Beethoven's Tenth
- 1990/1995 An Evening With Peter Ustinov, One Man Show

mint rendező
- 1941 Squaring the Circle
- 1949 Love in Albania
- 1949 The Man in the Raincoat
- 1952 A Fiddler at the Wedding
- 1953 No Sign of the Dove
- 1962 Photo Finish
- 1967 Halfway Up the Tree

## Kitüntetései
Oscar-díj

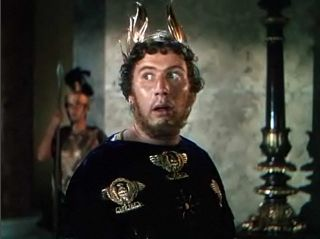
Peter Ustinov Néró szerepében a Quo Vadis című filmben

- 1961 – Legjobb mellékszereplő – Spartacus
- 1965 – Legjobb mellékszereplő – Topkapi

Golden Globe-díj
- 1952 – Legjobb mellékszereplő – Quo vadis

Emmy-díj
- 1967 – Főszereplő – TV-film – Drama / Barefoot in Athens
- 1970 – Főszereplő – TV-film – Drama / A Storm in Summer

Életműdíj
- 1992 – Britannia Award – British Academy of Film and Television Arts (BAFTA)
- 1993 – Londoni Kritikusdíj
- 1994 – Bambi
- 1997 – DIVA-Award Német videódíja (Deutscher Videopreis des DIVA-Award)
- 1998 – Bayerischer Fernsehpreis
- 2001 – HÖRZU újság Arany Kamera kitüntetése (Goldene Kamera der Zeitschrift HÖRZU)
- 2002 – Planetary Consciousness Award des Club of Budapest
- 2004 – Bayerischer Filmpreis
- 2004 – Charity Award der Rose d'Or gemeinsam mit UNICEF (posthum)

A Brit Birodalom Rendje
- 1975 – a Brit Birodalom Rendjének parancsnoki fokozata (CBE)
- 1990 – Knight Bachelor fokozat („Sir”)

Tiszteletbeli doktori címek
- 1967 – Cleveland Institute of Music (A zene tiszteletbeli doktora)
- 1969 – Dundee Egyetem (a jog tiszteletbeli doktora)
- 1971 – LaSalle College Philadelphia (a jog tiszteletbeli doktora)
- 1972 – Lancaster Egyetem (szellemi tudományok tiszteletbeli doktora)
- 1973 – Letherbridge Egyetem (szépművészetek tiszteletbeli doktora)
- 1984 – Toronto Egyetem
- 1988 – Georgetown Egyetem (szellemi tudományok tiszteletbeli doktora)
- 1991 – Ottawa Egyetem (a jog tiszteletbeli doktora)
- 1992 – Durham Egyetem (szellemi tudományok tiszteletbeli doktora)
- 1995 – St. Michael’s College Toronto
- 1995 – Päpstliches Institut für Mittelalterliche Studien
- 1995 – Brüssel Egyetem
- 2000 – Nationale Universität von Irland
- 2001 – Genfi Nemzetközi Egyetem

### Forrashivatkozások
1. 1 2  Német Nemzeti Könyvtár: Integrált katalógustár (Németország) (német nyelven). Integrált katalógustár (Németország) . (Hozzáférés: 2014. április 9.)
2. 1 2  Francia Nemzeti Könyvtár: BnF-források (francia nyelven). (Hozzáférés: 2015. október 10.)
3. 1 2  SNAC (angol nyelven). (Hozzáférés: 2017. október 9.)
4. 1 2  Internet Broadway Database (angol nyelven). Internet Broadway Database . (Hozzáférés: 2017. október 9.)
5. 1 2  Internet Broadway Database (angol nyelven). Internet Broadway Database . (Hozzáférés: 2017. október 9.)
6. 1 2  Oxford Dictionary of National Biography (angol nyelven). Oxford University Press, 2004 (Hozzáférés: 2020. március 28.)
7. ↑  Sir Peter Ustinov: Előítélet, részlet, fordította: Hermann Imre
8. ↑  „Az előítélet a szellem szennyeződése” – interjú Sir Peter Ustinovval, Magyar Hírlap 2001-11-12[halott link]
9. ↑  20. März Protestmarsch zum Atombomben-Lager Ramstein
10. ↑  Peter Ustinov - United Buddy Bears. [2009. március 26-i dátummal az eredetiből archiválva]. (Hozzáférés: 2008. augusztus 20.)
11. ↑  UNICEF portré. [2008. december 18-i dátummal az eredetiből archiválva]. (Hozzáférés: 2008. augusztus 8.)